# Casa Jaume Rusiñol
La casa Jaume Rusiñol és un edifici situat als carrers de la Princesa, 37 i dels Flassaders i Assaonadors de Barcelona, catalogat com a bé amb elements d'interès (categoria C).

## Història i descripció
El 1776, el comerciant Josep de Ferrater i Gendre va adquirir una casa als carrers dels Assaonadors i dels Flassaders als germans Dardinyà, i el 1780 una altra casa contígua al sabater Josep Roquer. Poc després, va demanar permís per a reedificar-les, el que va motivar les protestes del cirurgià Josep Portusach, propietari de la casa situada a l'altra banda del carrer dels Flassaders, ja que li treuria llum. El 1788, Josep de Ferrater i el seu fill Antoni de Ferrater i Soler van establir la propietat en emfiteusi al comerciant Josep Marià Carlos i Mitjans, que tot seguit va demanar permís per a tapiar-hi dos portals i convertir-ne un en finestra amb reixa, eliminant un taulell.
El 1857, arran de l'obertura del nou carrer de la Princesa, la seva descendent Francesca Carlos, vídua de Josep Sanmartí, va presentar una sol·licitud per a reformar i ampliar l'edifici preexistent, segons el projecte del mestre d'obres Jeroni Granell i Barrera. Pel que sembla, aquest fou adquirit poc després pel fabricant tèxtil de Manlleu Jaume Rusiñol i Bosch (1805-1887), que hi instal·laria el seu despatx. El 1860, el seu fill Joan Rusiñol i Andreu (1893-1883) es va casar amb Amàlia Prats i Carabent (o Caravent), filla del també fabricant Albert Prats i Baruta. El matrimoni hi va tenir els germans Santiago Rusiñol i Prats (1861-1931) i Albert Rusiñol i Prats (1862-1928), batejats com els avis.

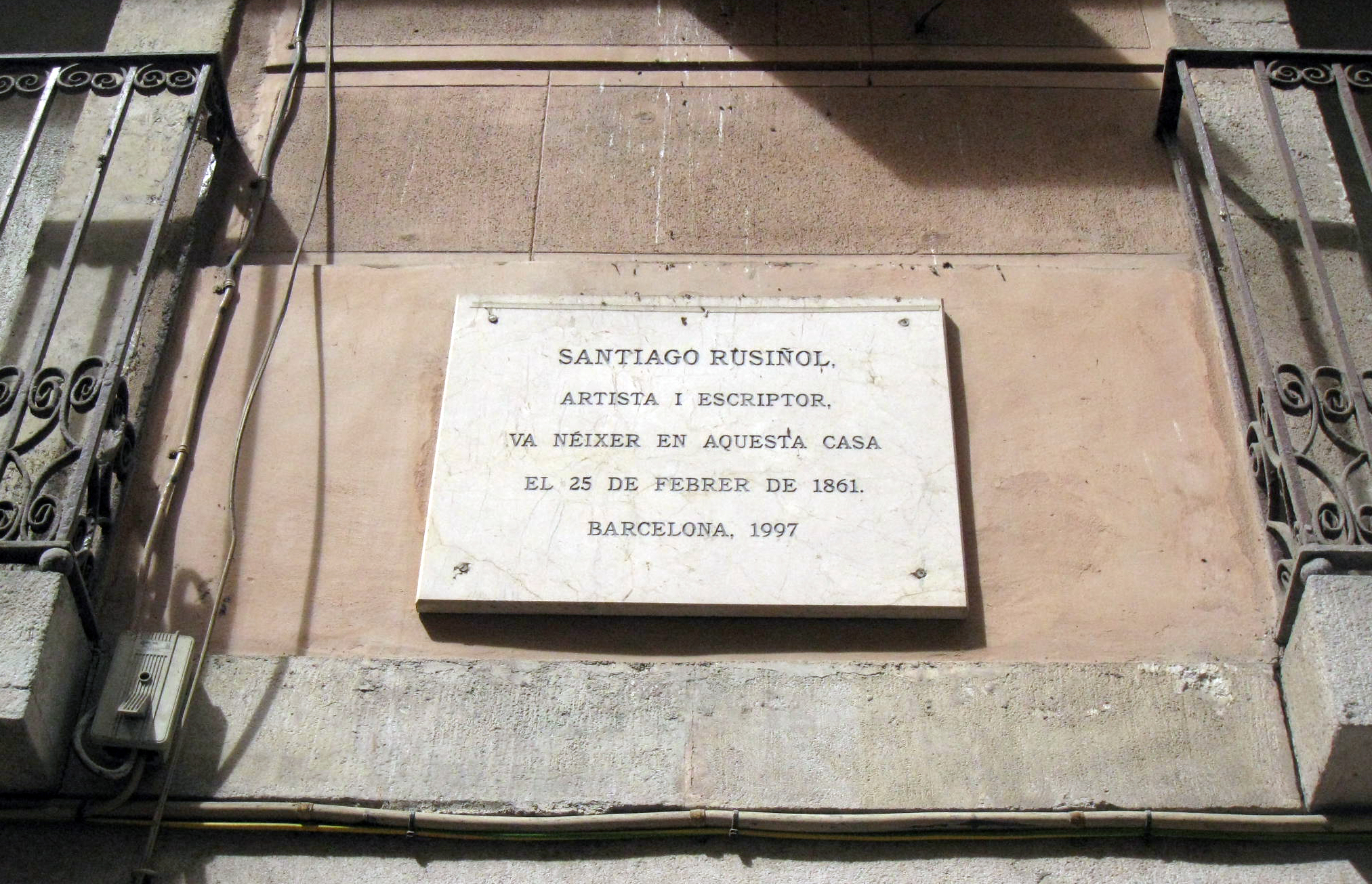
Placa commemorativa del naixement de Santiago Rusiñol

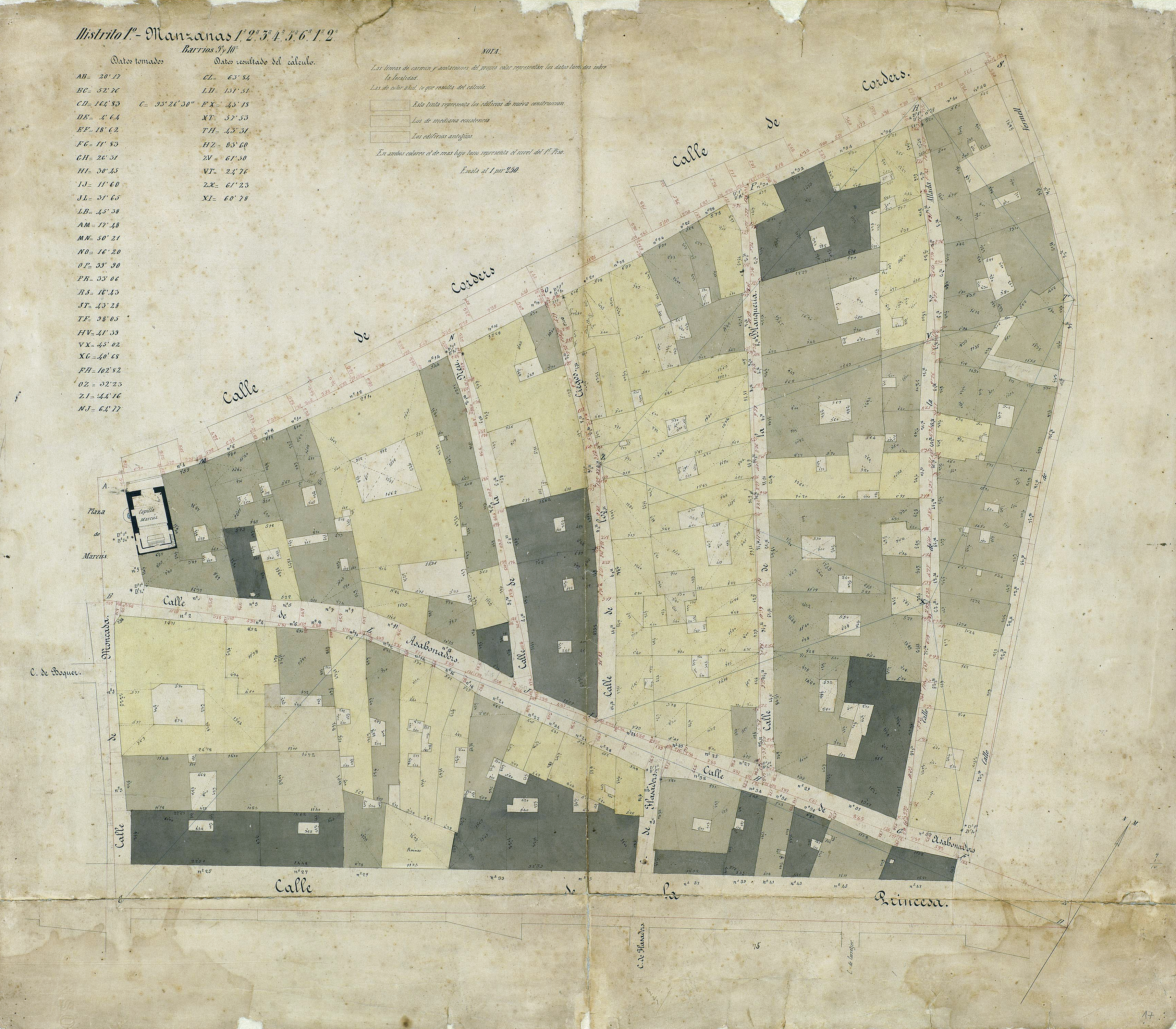
Quarteró núm. 17 de Garriga i Roca (c. 1860)

## Descripció
Es tracta d'un edifici d'habitatges de planta baixa, entresòl i tres pisos, format per dos cossos construïts en èpoques diferents. La part del carrer de la Princesa, pròpia de l'arquitectura de l'època, té uns baixos de pedra de Montjuïc, igual que les llosanes dels balcons i els brancals de les obertures, mentre que la resta està estucat en especejament horitzontal als baixos i amb unes franges esgrafiades sota les impostes que separen els pisos. En una data indeterminada s'hi va afegir un àtic amb balcons d'ampit.